# Бузаки
Бузаки (итал. Busachi; сардински Busache) је насеље у Италији у округу Ористано, региону Сардинија.
Према процени из 2011. у насељу је живело 1378 становника. Насеље се налази на надморској висини од 351 м.

## Становништво
| 1936. | 1951. | 1961. | 1971. | 1981. | 1991. | 2001. | 2011. |
| ----- | ----- | ----- | ----- | ----- | ----- | ----- | ----- |
| 2.736 | 2.814 | 2.717 | 2.429 | 2.105 | 1.836 | 1.629 | 1.379 |